# 대원씨아이
대원씨아이㈜(大元 C.I.(株), DAEWON C. I. Inc.)는 대한민국의 만화출판 기업이다.
 대한민국 최초 애니메이션 제작/배급회사인 대원동화(현 대원미디어(주))가 1991년 주간 만화잡지 《소년챔프》를 창간하였고, 이후 대원동화 출판사업부에서 1992년 독립법인으로 변경되었다. 2000년대에 이르러서는 포켓몬스터 수입을 기점으로 하여 만화캐릭터를 이용한 아동물출판에 진출하여 ‘대원키즈’를 출범하였으며(이 브랜드 외에도 아동만화 전문 브랜드 '키딕키딕' '다사함'(한국 동화) '대원주니어'(외국 동화)가 있었으나 뒷날 대원키즈로 통합), 2002년‘NT 노벨’출시로 라이트노벨 부문에 진출하였다. 이후 만화브랜드 ‘미우’와 일반 실용서적 브랜드인 ‘니들북’, ‘하빌리스’를 론칭하였고, 이후 키덜트 브랜드  '대원N북'도 출발시켰다.
최근에는 웹툰, 웹소설 사업을 적극적으로 전개하고 있고, 유튜툰 등 새로운 시도를 하고 있다.

## 연혁

### 1990년대
- 1991년 주간만화 '소년챔프' 창간 – 대원동화(현 대원미디어)(주) 출판사업부
- 1992년 도서출판 대원(주) 설립 , "월간 챔프"창간
- 1994년 '협객붉은매' 대만 대연출판사 'TOP' 지에 연재, '에일리언 킬러' 등 5편 대만 대연출판사 'MAX'지에 연재, 격주간 만화잡지 '영챔프' 창간
- 1995년 태국 SIAM INTER COMICS에서 태국판 'CHAMP'발행 -'열혈강호' 'BEAT'등 7편 연재, 농구만화 '슬램덩크' 대히트, 월간 만화잡지 '팡팡', 성인 만화잡지 '투엔티세븐',순정 만화잡지 'Issue' 창간, 프랑스 'TONCAM'사와 '붉은매', '레인보우', '소마신화전기' 단행본 계약 - 유럽지역 불어판 발행
- 1996년 '소마신화전기' 등 6편 - 일본 다이카이사 단행본 발행, 한국만화문화대상 저작상 수상 - 박흥용 "구르믈 버서난 달처럼"
- 1997년 신인작가 공모전 '수퍼만화대상 제정', 이탈리아 PANINI S.P.A사에 '소마신화전기' 단행본 계약, 한국만화문화대상 저작상 수상 - 김진 "숲의 이름", 김혜린 "비천무"
- 1998년 한국만화문화대상 신인상 수상 - 변병준 "첫사랑", PC게임 전문지 월간 "V챔프", 월간 "주니어챔프" 창간
- 1999년 월간 애니메이션 전문지 한국판 '뉴타입' 창간, '포켓몬스터' 연재, 인도네시아 PT ELEX MEDIA KOMPUTINDO사에 '아르미안의 네딸들', '무술소년 꼬망', '에어조단', '타르타르' 수출, 홍콩 YES COMMUNICATION사에 '내사랑쿠피' 연재, '황토빛 이야기' 동아시아 만화대회 최우수 작품상 수상

### 2000년대
- 2000년 도서출판 대원(주)에서 대원씨아이(주)로 상호변경, 순정만화잡지 월간 "해피" 창간
- 2001년 일본 신조사 '코믹 Bunch'에 열혈강호 연재, '열혈강호' 발행부수 250만부 발행돌파, '아일랜드' - 일본 엔터브레인사 단행본 발행, '아일랜드','라그나로크','프리스트' - 미국 Mixx엔터테인먼트사 단행본 발행
- 2002년 라이트노벨 브랜드‘NT노벨’론칭, '코믹챔프'로 '소년챔프'제호 변경, 태국 Siam Inter Comics사와 잡지 'Mag-X' 창간, '프리스트' - 일본 엔터브레인사 단행본 발행, '아일랜드' - 이탈리아 Panini S.p.A사 독일어판 및 프랑스어판 단행본 발행, '열혈강호' - 중국 에버스타사 단행본 발행, '짱' - 홍콩 항가출판사 중국어판 단행본 발행
- 2003년 프랑스 시베드사 '도깨비' 창간 (대원씨아이 연재 만화만 게재), 한국문화콘텐츠진흥원 '신인연재만화 창작지원작' 선정, '2003년 대한민국 문화컨텐츠 만화부문 수출대상' 수상, OSMU 사업부 발족
- 2004년 '대한민국 문화컨텐츠 만화부문 수출대상' 3연패 달성, TV드라마 '슬픈연가' 출판만화 제작 및 해외판권 계약 체결, <수호지EX>(코믹챔프)등 3개작품 한국문화콘텐츠진흥원 '신인연재만화 창작지원작 선정
- 2005년 한국문화콘텐츠 진흥원 DMB 콘텐츠 제작업체 선정, 국내 최초로 위성DMB용 '무빙카툰'(Moving Cartoon) 사업 진출
- 2006년 온라인 만화잡지‘수퍼챔프’창간, 파주사옥 완공 및 파주사무소 개설, SK커뮤니케이션즈와 만화잡지 온라인서비스 개시, '쇼콜라', '강호패도기' 등 모바일게임 계약 체결, '선녀강림' 지상파 DMB 애니메이션 방영
- 2007년 (재)한국소아암재단 자매결연 및 자선경매 진행, 만화 ‘리버스', '아일랜드', '삼국장군전’ 모바일게임 출시, '슬램덩크' 프리미엄판 발매
- 2008년 만화 '마제', '강호패도기', '위치헌터' 모바일게임 출시, 프리미엄 만화 브랜드 '미우' 론칭
- 2009년 격주간 만화잡지 '영챔프' 온라인 잡지로 전환, 실용서적 브랜드 '니들북' 론칭
- 2010년 디지털콘텐츠 스마트폰 서비스 본격화, 백제문화콘텐츠 사업 추진작 '무령' 해외수출
- 2012년 애니메이션 전문지 냥타입 한국판 창간, 파주사무소 철수 (서울 용산으로 재이전)
- 2014년 열혈강호 연재 20주년, 짱 완결
- 2015년 월간 뉴타입 휴간
- 2017년 소설 '너의 이름은' 예스24, 알라딘 종합베스트셀러 1위 기록
- 2018년 웹툰 '일단 뜨겁게 청소하라' jtbc 드라마 방영
- 2019년 신카이 마코토 신작 '날씨의 아이' 국내 발매, 소설 '너의 이름은' 오디오북 런칭,

## 같이 보기
| 발행잡지 - 코믹챔프(구 소년챔프) - Issue (잡지) - 챔프D(온라인잡지) | 브랜드 - NT 노벨 - 미우 - 대원키즈 - 니들북 |

## 대표작

### 국내 작품
(작품명 오름차순)
| - 강호패도기 - 검정고무신 - 나는 사슴이다 - 다정다감 - 리버스 - 마제 - 반지와 와글바글친구들 - 불의 검 | - 삼국장군전 - 선녀강림 - 소마신화전기 - 순결소년 - 신구미호 - 씨엘 - 아르미안의 네딸들 - 아일랜드 | - 야뇌 백동수 - 열혈강호 - 옐로우카드 - 웨스턴 샷건 - 위치헌터 - 입시명문 사립 정글고등학교 - 짱 - 프리스트 |

### 해외 작품
(작품명 오름차순)
| - Dr.코토 진료소 - H2 - 공작왕 - 나루토 - 너에게 닿기를 - 데스노트 - 도라에몽 - 디 그레이맨 | - 누라리횬의 손자 - 맛의 달인 - 바쿠만 - 베르사이유의 장미 - 베르세르크 - 스즈미야 하루히의 우울 - 슬램덩크 | - 심야식당 - 아기와 나 - 아따맘마 - 아이실드 21 - 올훼스의 창 - 유리가면 - 원펀맨 | - 원피스 - 의룡 - 일상 - 창천항로 - 출동 119구조대 - 충사 - 터치 | - 테니스의 왕자 - 하이큐 - 호타루의 빛 - 홍차왕자 - 흑신 - 숏 바운드 - 12살. |